# Janusz Weselak
Janusz Weselak (ur. 29 września 1957 w Stalowej Woli) – polski piłkarz występujący na pozycji obrońcy, sędzia piłkarski.

## Życiorys
W 1980 roku został zawodnikiem Stali Stalowa Wola. Był kapitanem drużyny, która w sezonie 1986/1987 awansowała do I ligi. W sezonie 1987/1988 rozegrał 24 spotkania w I lidze, zdobywając cztery gole. W styczniu 1989 roku odszedł ze Stali. Następnie wyjechał do Stanów Zjednoczonych, gdzie pracował na budowie i grał w drużynie Vistula Garfield. Po zakończeniu kariery piłkarskiej był sędzią piłkarskiej, pełniąc tę funkcję m.in. w lidze MLS.